# Alloniscus mirabilis
Alloniscus mirabilis là một loài chân đều trong họ Alloniscidae. Loài này được miêu tả khoa học năm 1875 bởi Stuxberg.